# Bruant ortolan
Emberiza hortulana
Cet article possède un paronyme, voir Ortolang.
Pour l'espèce de Star Wars, voir ortolan.
Espèce
Statut de conservation UICN

LC : Préoccupation mineure
Le bruant ortolan (Emberiza hortulana) ou simplement ortolan, est une espèce d'oiseaux de la famille des embérizidés.
Cette espèce qui fréquente les paysages semi-ouverts, a vu ses populations s'effondrer dans de nombreux pays, dont en France où la liste rouge de l'UICN de 2016 des espèces menacées le classe comme « en danger », que ce soit comme nicheur ou comme migrateur. C'est l'une des espèces qui a régressé le plus vite depuis la fin du XXe siècle en Europe.

## Description
C'est un petit oiseau chanteur, mesurant de 16 à 16,5 cm de longueur, pour une envergure comprise entre 24 et 27 cm et une masse allant de 19 à 27 g. Le mâle a le dessous du corps rosâtre, la poitrine et la tête verdâtre, la gorge jaune, le dos brun-roux rayé de noir, les ailes brun-noir liserées de roux et coupées transversalement de deux fines barres blanches, le bec rose à marron clair et les pattes roses à brun jaune. Un cercle orbital jaune entoure chaque œil marron foncé.
La femelle est plus terne que le mâle. Le plumage hivernal est également beaucoup plus terne et clair.

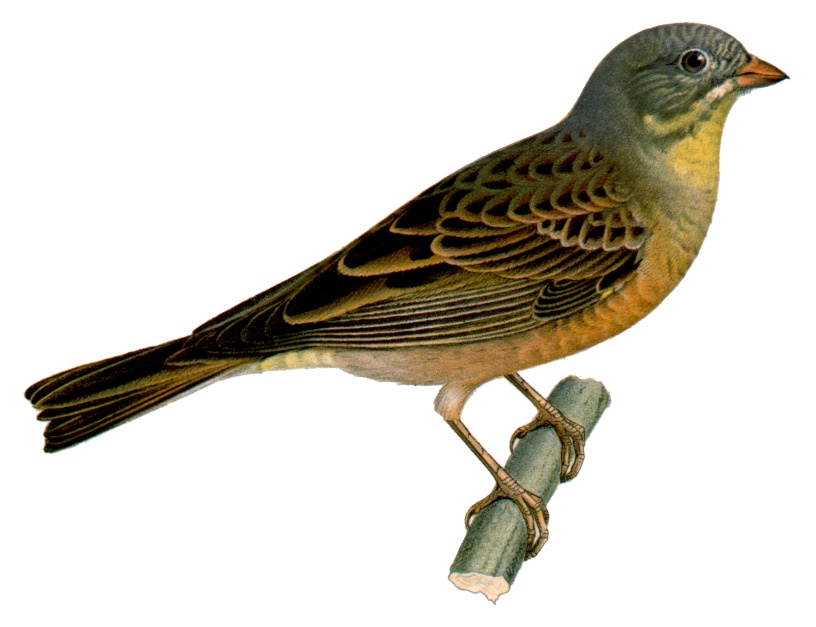
♂
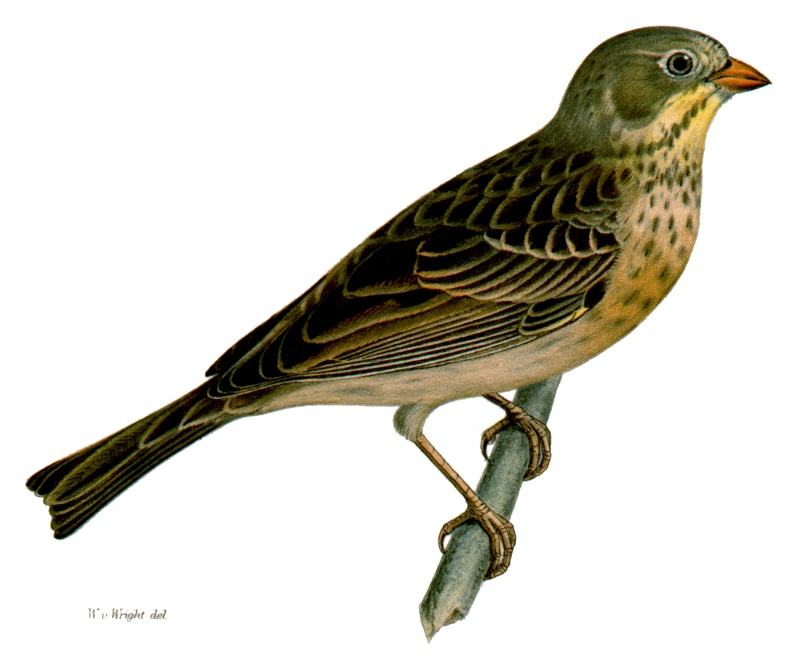
♀
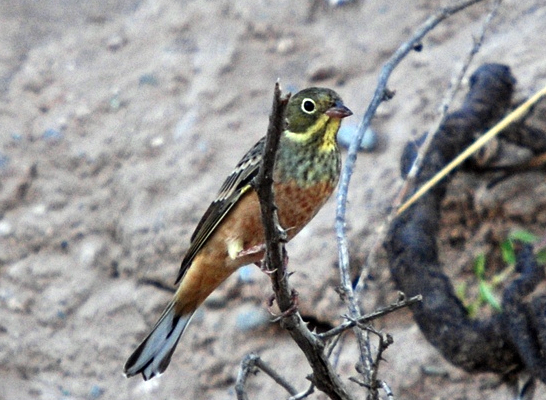
♂

### Chant et vocalisations
Le bruant ortolan chante généralement depuis un perchoir proéminent, avec une courte phrase de 5 à 6 notes, devenant plus grave sur la fin, pouvant être retranscrite comme swee-swee-swee,dee-dee ; elle peut varier selon les individus.
Il émet plusieurs appels, notamment un tsleeu en vol, parfois accompagné d'un chu, et également un quip ou pwit.
Le chant joue un rôle important chez cette espèce territoriale, qui se montre aussi capable d'imiter le chant d'autres espèces, et d'imiter d'autres dialectes au sein de sa propre métapopulation.

## Répartition et habitat

### Répartition

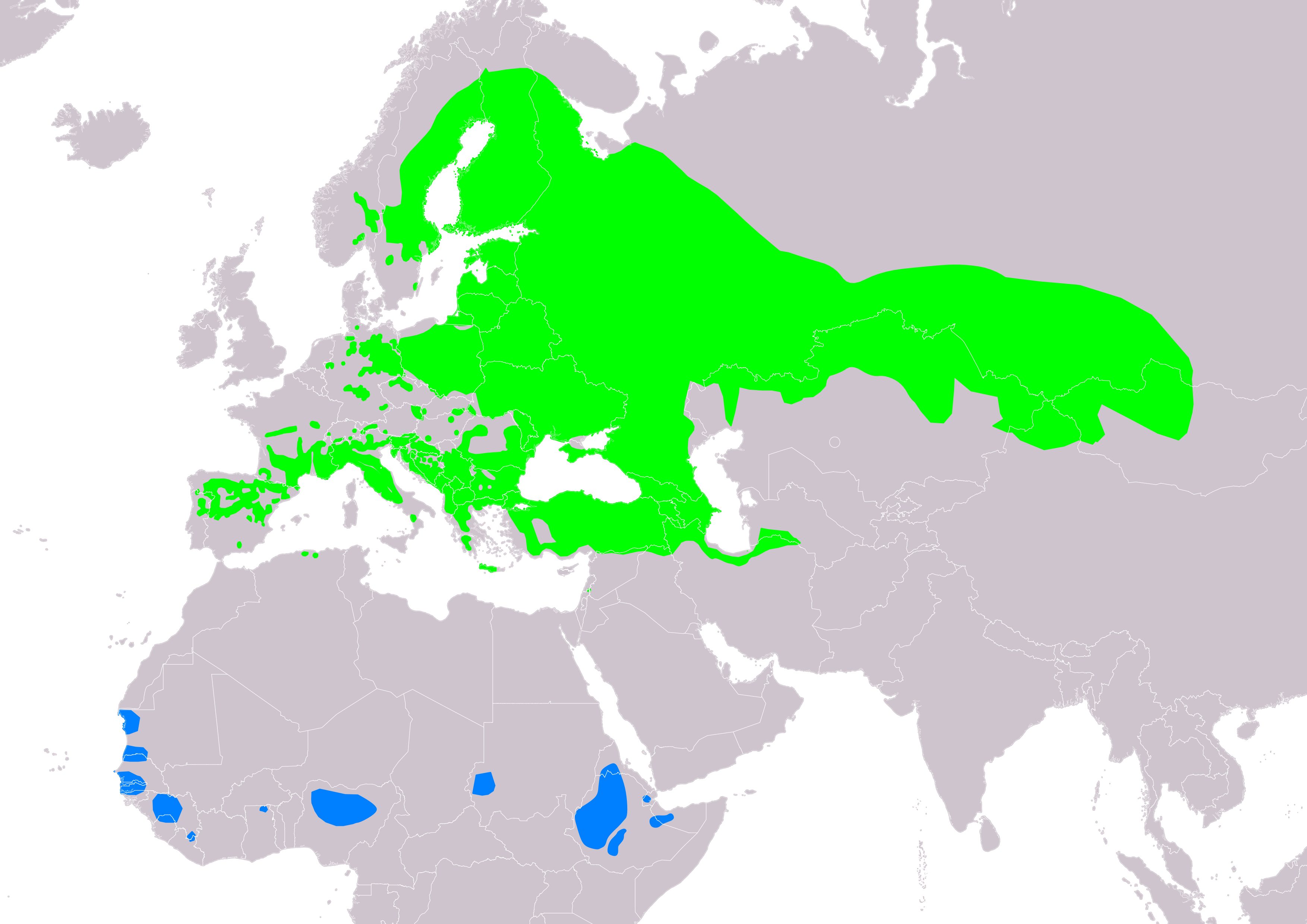
Vert : aire de reproduction
Bleu : aire d'hivernage

Son aire de répartition s'étend à travers la steppe eurasienne occidentale et de l'écozone paléarctique occidentale (rare en Europe de l'Ouest). Elle est délimitée au sud par la Turquie, le nord de l'Iran et la Méditerranée, bien qu'il existe quelques populations en Afrique du Nord et en Israël. On peut le trouver jusqu'à la Mongolie ainsi que dans une partie de la Scandinavie. En France, le bruant ortolan est commun dans le Midi. La population française compterait entre 5 000 et 10 000 couples.

### Migration
Il migre pour l'hiver vers le nord de l'Afrique subsaharienne, notamment au Sahel, du Sénégal à l'Éthiopie. Son aire d'hivernage exacte est cependant mal connue. Grand migrateur, il peut facilement parcourir plus de 7 000 km (en moyenne 6 000). Il quitte sa zone de reproduction à partir de la mi-juillet, jusqu'à la mi-septembre. Il est de retour au début avril, début juin au plus tard.
Chez l'ortolan, les dates de migration de printemps peuvent varier selon l'âge et le sexe

### Habitat
L'ortolan est une espèce typique des paysages semi-ouverts.
Au printemps le bruant ortolan apprécie pour nicher et se nourrir (et souvent comme habitat de substitution des milieux préhistoriques semi-ouverts) les mosaïques écopaysagères complexes, qu'il trouve par exemple dans des régions rocheuses ou riches en fourrés, haies, vergers, cultures avec bosquets et en clairières forestières. Il recherche les mosaïques assez serrées de prés, prairies et petits champs d'agriculture extensive, et vignobles, parsemées de perchoirs. Il est présent jusqu'à 2 000 mètres d'altitude, mais préfère les régions à climat estival sec et plutôt chaud, et de type continental plutôt qu'atlantique.
Cet oiseau utilise aussi volontiers la forêt incendiée comme habitat de substitution pour nidifier,.
Il hiverne dans les milieux tropicaux semi-ouverts, de type savanes (ainsi des ortolans de Suède ont été suivis jusqu'aux savanes de régions montagneuses du Mali et de Guinée, après avoir traversé les cols pyrénéens puis le détroit de Gibraltar, ou la Méditerranée à l'est de l'Espagne).
L'une de ses espèces sympatriques (dans certains habitats) est le bruant jaune (Emberiza citrinella)

## Écologie et comportement

### Alimentation
Le bruant ortolan se nourrit de graines et de petits invertébrés. Durant la saison de la reproduction, ce sont ces derniers qui sont privilégiés, notamment les fourmis, les scarabées et les sauterelles ; le reste de l'année, il préfère les graines. Il trouve majoritairement sa nourriture au sol, et peut aussi attraper les insectes au vol. Il est plutôt solitaire pour se nourrir, bien qu'il puisse former des petits groupes à l'été, et des groupes de centaines d'individus en automne et en hiver.

### Reproduction

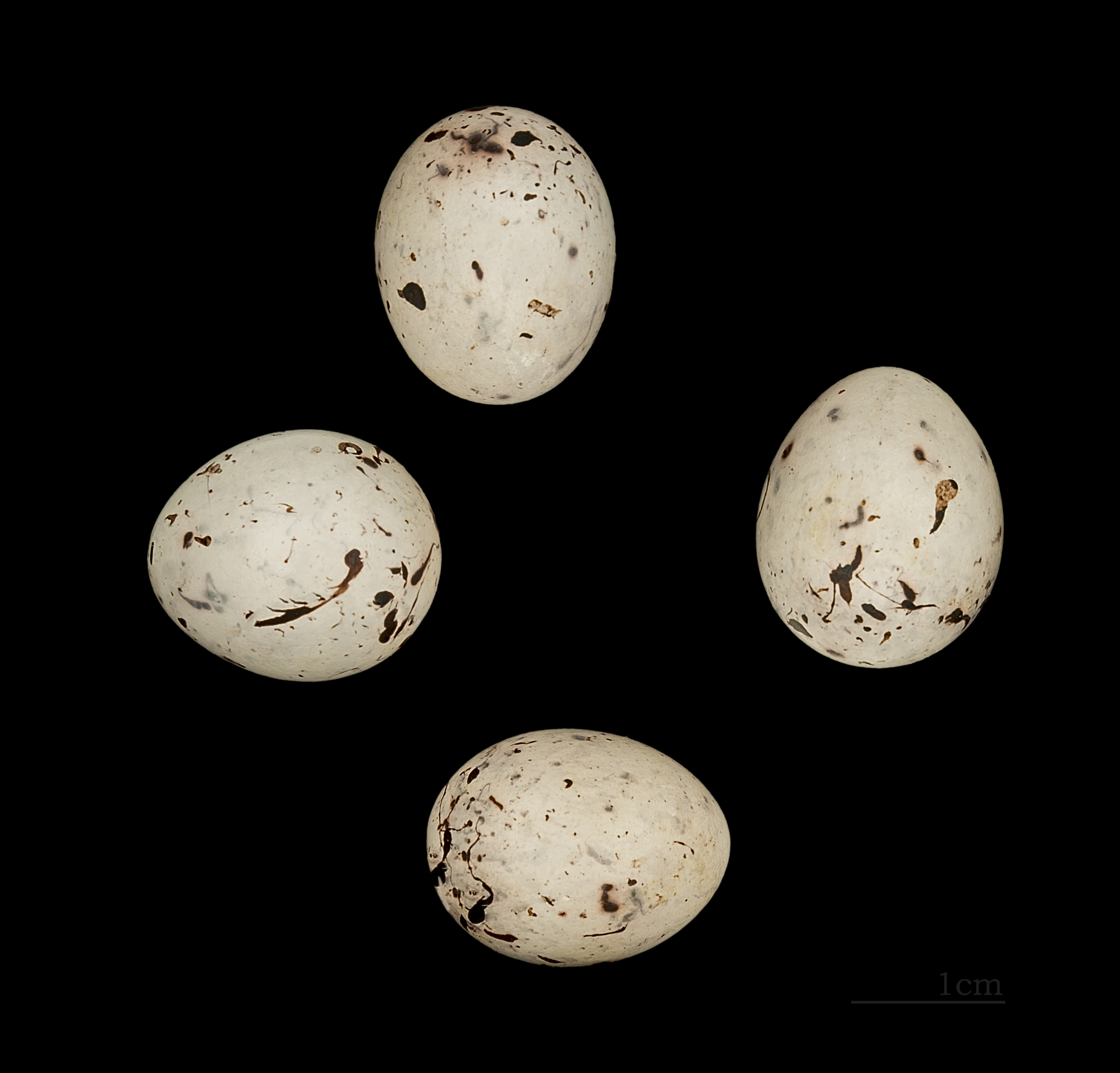
Œufs d'ortolan - Muséum de Toulouse

Lorsqu'il fait suffisamment chaud, le couple construit un nid de végétaux dans un endroit protégé et la femelle y pond de 4 à 6 œufs blanchâtres, mouchetés de brun. Leur taille a pour valeurs extrêmes : 18,0-22,5 millimètres × 14,3-17,0 millimètres. Les deux partenaires défendent le nid chacun leur tour et ne le laissent jamais sans surveillance. C'est la femelle qui s'occupe de l'incubation durant 12 à 13 jours, après quoi les deux parents s'occupent de les nourrir. Les petits quittent le nid à l'âge de 13 jours.

## Systématique
L'espèce Emberiza hortulana a été décrite par le naturaliste suédois Carl von Linné en 1758. C'est une espèce monotypique, bien que plusieurs sous-espèces aient été proposées (sous les noms antiquorum, shah et elisabethae) par le passé.

## Le bruant ortolan et l'homme

### Menaces et protection
Le statut de conservation de l'ortolan est de « préoccupation mineure » (LC) pour l'Union internationale pour la conservation de la nature. Son aire de répartition est cependant grandement morcelée dans l'ouest de l'Europe, et il a localement disparu ou fait l'objet de menaces dans plusieurs régions.

#### En Europe
Le bruant ortolan a été désigné « oiseau de l'année » en 1984 par les ornithologues européens, et un symposium lui a été consacré en 1992 à Vienne. Il est en régression dans au moins dix pays d'Europe, de l'Europe du sud à la Finlande; la zone balte constitue son principal noyau résiduel en Europe.
On estime la population totale à 400 000 / 600 000 couples. En Suisse où il était cantonné aux vallées, il n'en restait en 2005 que deux grandes populations et quelques petits noyaux relictuels. En 2009 certains le jugent proche de l'extinction dans le pays.
Alors qu'on a récemment montré (dont en Norvège grâce à une analyse et classification automatisée des enregistrements de chants d'oiseaux,) qu'il existe des sous-populations régionales d'ortolans, par exemple identifiables par des chants (« dialectes ») différents,,, l'agriculture industrielle a causé un effondrement du patrimoine génétique de l'espèce.

##### En France
Bien qu'en zone méditerranéenne il ait localement pu profiter de paysages (r)ouverts par des incendies de forêt, l'espèce a disparu de 17 départements en 30 ans, de 1960 à 1990 et diminué dans 7 autres ; en 1992, sa population y était estimée à 15 000 couples et a continué à décliner depuis car l'espèce a disparu de nombreuses régions où elle était autrefois présente.
Cette forte régression a deux grandes causes :
1. la dégradation, banalisation et l'homogénéisation[30],[31] de son habitat naturel (perte de ressources alimentaires et de sites de nidification induites par l'anthropisation du paysage agricole). Dans le monde, les oiseaux des champs comptent parmi ceux qui disparaissent le plus vite, à cause notamment du recul des populations d’insectes, et de l'empoisonnement chronique ou aigu par des pesticides qui ont accompagné et suivi les remembrements agricoles entrepris à grande échelle dans les années 1970 (les populations d'alouette des champs se sont ainsi effondrées en quelques décennies) …
2. la chasse (en fait le braconnage, depuis que l'espèce est protégée) est principalement pratiquée, en France, dans les Landes, en Gironde, Dordogne, Lot-et-Garonne et Pyrénées-Atlantiques. Jusqu'à son arrêt à la fin des années 2010, elle a joué un rôle considérable dans la régression de l'espèce en Europe, avec le prélèvement de 30 000 individus par an[32], soit un ordre de grandeur comparable à celui du nombre de couples nicheurs en Finlande, population la plus importante d'Europe.

D'autres causes secondaires sont possibles, dont la pollution sonore localement (les oiseaux chanteurs utilisent des vocalisations spécifiques pour attirer leur partenaire sexuel, alerter, défendre leur territoire ; ils se font moins bien entendre sur les territoires devenus bruyants, à proximité d'autoroutes par exemple) ; le saturnisme aviaire par ingestion de grenaille de plomb ;
L'ortolan est protégé depuis 1999, après quelques décennies de statut juridique flou : l’article L411-1 du Code de l’Environnement et l’arrêté du 29 octobre 2009 établissent qu'à ce titre sont interdits, sur tout le territoire national et en tout temps, la destruction d’individus ainsi que, qu’ils soient vivants ou morts, leur transport, leur utilisation, leur détention, leur mise en vente, leur vente ou leur achat. L'article L415-3 précise que les infractions à ces dispositions sont passibles de deux ans d’emprisonnement et de 150 000 € d’amende. Pourtant, en Aquitaine et notamment dans le département des Landes, l'espèce est restée abondamment capturée[réf. souhaitée] à la fin de l'été, à l'aide de matoles et d'individus captifs, dits «appelants», dont la voix servait d'attractif aux migrateurs les survolant. Une fois ainsi capturés vivants, les ortolans étaient engraissés plusieurs semaines en captivité, puis tués (par noyade dans l'armagnac selon la tradition), puis vendus, et consommés.
Depuis qu'il est protégé, selon les données du Programme STOC (qui le suit depuis 2001 au niveau national), sa population française ne remonte pas mais semble s'être stabilisée de 2001 à 2008 (alors que d'autres oiseaux des champs ont continué à décliner comme ils le font depuis 20 ans (1989 → 2009) : Pipit farlouse (-65%) ; Tarier des prés (-76%) ; Linotte mélodieuse (-71%) ; Pouillot siffleur (-65%) ; Gobemouche gris (-57%) ; Bouvreuil pivoine (-63%) .
Le déclin se poursuit dans les années 2010 : les données 2009-2012 de l'atlas national des oiseaux nicheurs concluaient à la présence en France de 5 000 à 8 000 couples, surtout présents dans le sud du pays, soit un effondrement de 68% par rapport à 2002, qui faisait état de 10 000 à 40 000 couples. Cette estimation corroborait celle du programme de suivi temporel des oiseaux communs (STOC). Une estimation fournie pour l'art. 12 s'est montrée surestimée car basée sur une extrapolation optimiste d'une partie des données semi-quantitatives finales collectées lors des travaux sur l'atlas (2009-2012), avant le calcul de taille de la population nationale fait en 2014.
Fin 2016, après la publication d'une étude, cofinancée par la Fédération des chasseurs des Landes, concluant que le nombre d'ortolans migrant vers le sud via la France avait décru de 20 à 30% en moins de 15 ans (entre 2000 et 2014),, et après que l'Union européenne a sommé plusieurs fois la France de faire respecter l'interdiction de le chasser, la Commission européenne décide d'attaquer la France devant la Cour de justice de l'Union européenne,. Parallèlement, l'espèce apparaît sur la liste rouge nationale des oiseaux nicheurs menacés en France.
En mai 2019, peu après que la Cour de cassation a confirmé l’absence de tolérance pour la chasse à l’ortolan, une étude publiée par Science Advances confirme la menace sur l'espèce. Parmi plusieurs scénarios, le plus optimiste porte le risque d’extinction à 66% d’ici 100 ans si l'on arrive soit à réduire le braconnage de moitié, soit le diminuer de 15 000 oiseaux/an (une étude a estimé à 30 000/an le nombre d’ortolans tués en France, nombre correspondant à celui sollicité en 2013 par les chasseurs dans une demande de dérogation). « L’arrêt de la chasse donnerait en moyenne deux fois plus de chances à l’ortolan de s’en sortir », mais note Frédéric Jiguet, « il faudrait changer le modèle agricole ».

##### En Belgique
En Wallonie, l’espèce est classée en catégorie EX (éteinte) dans la liste rouge des espèces menacées depuis au moins 1950.

### Gastronomie
L'ortolan est célèbre pour être un mets de gourmet dès l'époque romaine et est ensuite réservé aux rois et grands de ce monde. Rabelais évoquait déjà ses qualités gustatives dans Le Quart Livre et Alexandre Dumas en offre plusieurs recettes dans son Grand livre de la cuisine paru en 1873. Selon Francine Claustres, il était jadis servi dans une coquille saint-jacques, puis plus tardivement dans une cassolette. En effet, il est très recherché pour sa chair délicate, assez grasse du fait d'un gavage spontané. Capturé dans des pièges appelés matoles, l'ortolan était mis en galère c'est-à-dire enfermé dans une petite boîte carrée percée de seulement deux trous ; l'un servant d'auge à mil et l'autre de baquet d'eau. L'ortolan cherchant à s'enfuir par les orifices, se gave de lui-même. La tradition veut qu'après avoir été engraissé trois semaines exclusivement au millet blanc, il soit noyé dans de l'armagnac, rôti et réduit dans la bouche, lentement, sans presque mâcher, et sans rien recracher en bouillie d'os, de chair et de sang. Traditionnellement, les consommateurs d'ortolans se mettent un linge sur la tête pour mieux concentrer les fumets avec un grand verre de vin rouge.
En 1765, l'Encyclopédie de Diderot et d'Alembert décrit ainsi la gastronomie liée à cet oiseau :

« Ortolan (Diète et Cuis.) : on ne mange ordinairement cet oiseau qu’après l’avoir engraissé dans des volières. Lorsqu’il y a été nourri un certain temps, il ne paraît plus qu’un petit peloton de graisse. On le met rôti, ou après l’avoir fait tremper pendant une ou deux minutes, dans du bouillon ou du jus bouillant ; car il est si délicat, que cette courte application d’une chaleur légère suffit pour le cuire parfaitement. On pourrait aussi facilement l’enfermer dans des coques d’œufs de poule bien réunies, le cuire dans l’eau ou sous la cendre, et répéter à peu de frais, une des magnificences de Trimalcion, qui est un jeu de festin assez plaisant. On l’assaisonne avec le sel, le poivre et le jus de citron : malgré ce correctif, il est peu de personnes qui puissent en manger une certaine quantité sans les trouver fastidieux : mais si on n’en mange que deux ou trois, on les digère communément assez bien, c’est-à-dire pourtant les estomacs accoutumés aux viandes délicates ; car l’ortolan est éminemment et exclusivement consacré aux sujets de cet ordre. Les manœuvres et les paysans ne sauraient s’en accommoder. »

Cette pratique traditionnelle, du braconnage à la consommation et le cas échéant la vente au prix fort, est un sujet politique sensible et l'une des raisons du succès régional de mouvements politiques comme CPNT. Plusieurs personnages de la sphère politique ne cachaient pas leur goût pour la consommation d'ortolans : ainsi, François Mitterrand en aurait fait (en 1995, avant la protection de l'espèce mais alors qu'elle était déjà non chassable) son dernier réveillon approvisionné par Henri Emmanuelli, grand défenseur de cette pratique. D'après Pierre Bergé, ce repas aux ortolans aurait en fait eu lieu l'année précédente, le 31 décembre 1994.